# アルトゥーラス・パウラウスカス
アルトゥーラス・パウラウスカス（リトアニア語: Artūras Paulauskas、 発音、1953年8月23日 - ）は、リトアニアの政治家。2000年から2006年までリトアニア議会議長。また、2004年には4月6日から7月12日までは大統領代行も務めた。子供は前妻との間に2人の息子、現在の妻との間に息子と娘、計4人いる。

## 政治家になるまで
大学では法学を専攻し、1976年にヴィリニュス大学を卒業。その後は研究者、検察官として活躍した。1987年から1990年にかけて、リトアニア検事副総長、1990年から1995年まではリトアニア検事総長を歴任し、1995年から1997年まで再び検事副総長を務めた。1997年から2000年までは民事裁判実務にたずさわる。

## 政治家として
パウラウスカスは1997年、リトアニア大統領選挙に出馬、政界に足を踏み入れた。当時現職のアルギルダス・ブラザウスカス大統領の支援を受けたが、わずかの差でヴァルダス・アダムクス候補に敗れる。その後1998年4月25日、パウラウスカスは新党「新同盟」を設立し、その党首に就任。新同盟は2000年リトアニア議会選挙で 19.6 % の得票率を獲得し第2党となり、第1党のリトアニア社会民主党などとともに連立政権入りを果たす。そしてパウラウスカスは2000年10月19日にリトアニア国会の議長に就任した。
2002年、パウラウスカスは再び大統領選挙に出馬するも、第1回投票でアダムクス、パクサス両候補に敗れた。
2004年4月6日パクサス大統領が弾劾され失職すると、パウラウスカスは代行でリトアニアの大統領も務めた。この代行は次のアダムクスが就任するまでの約3ヶ月間続いた。その後2006年4月11日にはリトアニア議会議長を辞職。2008年には環境大臣を務めた。
近年では政権与党の年金削減政策などに反対し、年金受給者や障害者などの社会的弱者の救済を訴えている。